# Nitibe
Nitibe (Nítibe) ist ein Ort im Verwaltungsamt Nitibe in der osttimoresischen Exklave Oe-Cusse Ambeno.

## Geographie
Nitibe liegt im Suco Usitaco, etwa 21 km südwestlich der Gemeindehauptstadt Pante Macassar, 641 m über dem Meer. Hier befinden sich ein Hubschrauberlandeplatz, eine medizinische Station und eine Grundschule, die Escola Primaria Nitibe (Fatubena). Nitibe hat den Status einer Aldeia.